# Sainte-Marie-sur-Ouche
Sainte-Marie-sur-Ouche is een gemeente in het Franse departement Côte-d'Or (regio Bourgogne-Franche-Comté) en telt 589 inwoners (1999). De plaats maakt deel uit van het arrondissement Dijon.

## Geografie
De oppervlakte van Sainte-Marie-sur-Ouche bedraagt 8,2 km², de bevolkingsdichtheid is 71,8 inwoners per km².
De onderstaande kaart toont de ligging van Sainte-Marie-sur-Ouche met de belangrijkste infrastructuur en aangrenzende gemeenten.

## Demografie
Onderstaande figuur toont het verloop van het inwonertal (bron: INSEE-tellingen).